# Karol X
Karol X Filip (ur. 9 października 1757 w Wersalu, zm. 6 listopada 1836 w zamku Graffenberg koło Gorycji, Austria) – król Francji od 1824 do 1830. Syn Ludwika, delfina Francji i Marii Józefy Wettyn; wnuk króla Ludwika XV, wnuk Augusta III Sasa (króla Polski), prawnuk królów Polski Augusta II Mocnego i Stanisława Leszczyńskiego. Jego dwaj bracia Ludwik XVI i Ludwik XVIII również byli królami Francji. Po urodzeniu otrzymał tytuł hrabiego d'Artois.

## Panowanie

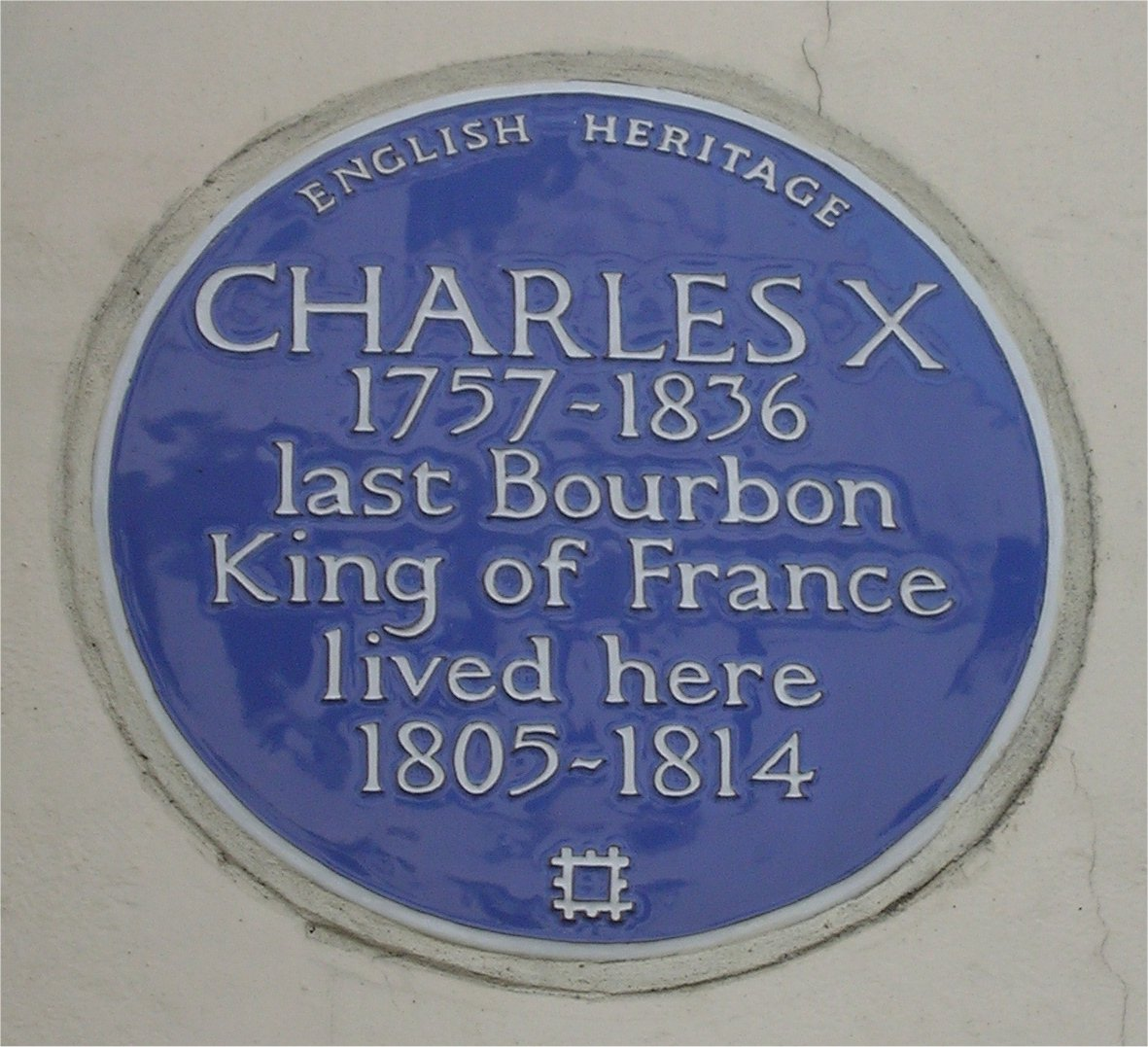
Tabliczka na domu przy 72 South Audley Street, w Londynie, gdzie Karol mieszkał w latach 1805–1814

W czasie rewolucji francuskiej, po upadku Bastylii jego brat Ludwik XVI nakazał mu opuścić Francję. Karol udał się do Rzeszy Niemieckiej, tam przygotowywał wojnę przeciwko rewolucyjnej Francji, potem mieszkał również w Anglii, gdzie gościny udzielił mu król Jerzy III Hanowerski. Po powrocie w 1814 przewodził radykalnej partii ultrasów. Przejął tron po śmierci swojego brata Ludwika XVIII, został koronowany 29 maja 1825 w Reims. Wraz z jego rządami, ograniczono prawa wyborcze do szlachty i bogatych, zastosowano cenzurę wobec lewicowej prasy, dawna emigracja arystokratyczna otrzymała miliard franków odszkodowania na wykup znacjonalizowanej ziemi. Nastąpił również wzrost znaczenia Kościoła dzięki działalności zakonu jezuitów, bractw, misji i pielgrzymek, wprowadzono karę śmierci za świętokradztwo, zawieszono wykłady liberalnych profesorów itp.
Wszystkie te działania spowodowały szybki wzrost liberalnej i republikańskiej opozycji. Gdy więc 26 lipca 1830 król Karol X obalił nowo wybrany gabinet ministrów oraz zawiesił wolność prasy, a policja rozpoczęła niszczenie pro republikańskich drukarni – w następnym dniu wybuchła w Paryżu tzw. rewolucja lipcowa. Powtórzyły się elementy pierwszej rewolucji: barykady, szturm i zdobycie ratusza, wskrzeszono Gwardię Narodową, a na jej czele stanął znów, jak w 1789, gen. La Fayette. Wojsko przeszło na stronę powstańców, do ruchu ludowego przyłączyli się posłowie i politycy burżuazyjni, powstały nowe władze Paryża. Wreszcie król Karol X w przebraniu kobiecym uciekł do Anglii, abdykując wcześniej na rzecz swego syna, Ludwika, który jednak nie zamierzał objąć tronu.

## Emigracja i śmierć
Po emigracji Karola X, we Francji utrzymała się monarchia konstytucyjna (określana mianem Monarchii Lipcowej); monarchą został Ludwik Filip I (1830–1848) jako król Francuzów (nie król Francji).
Po pobycie w Anglii, Karol udał się do Pragi (wtedy Cesarstwo Austriackie, teraz Czechy). Zmarł na cholerę 6 listopada 1836 w Schloss Graffenberg – pałacu hrabiego Michała Coronini von Cronberga (obecnie Gorycja, Włochy). Został pochowany w klasztorze franciszkanów Castagnavizza (obecnie Nova Gorica, Słowenia). Wiele razy rozważano sprowadzenie jego prochów do bazyliki Saint-Denis, ale zawsze władze francuskie były temu przeciwne.

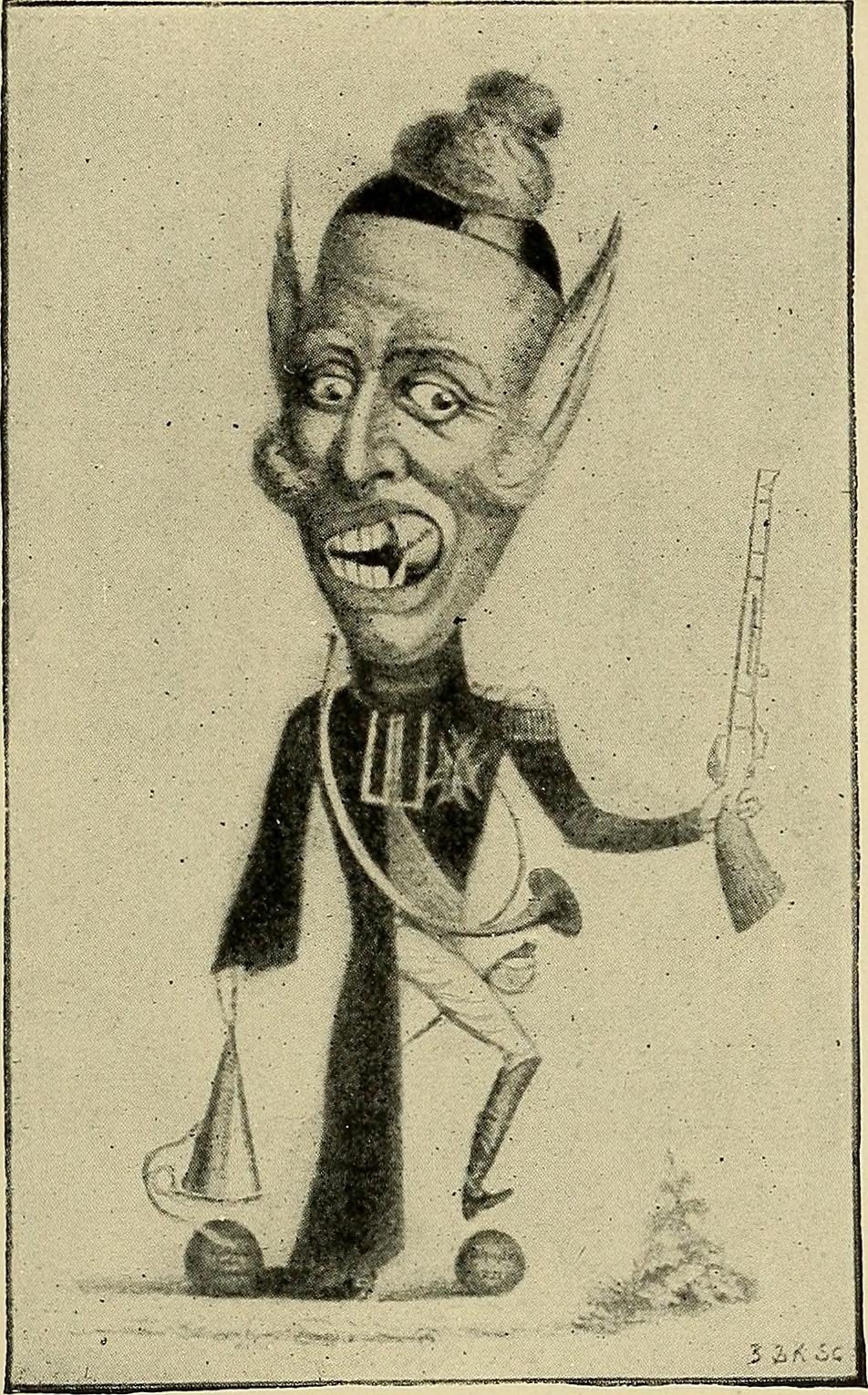
Karykatura Karola X. Obraz pokazuje Króla Francji próbującego zgnieść zębami kulę. Oczywiście ma to ukazać nieudaną próbę zdławienia rewolucji

## Odznaczenia
- Wielki Mistrz Orderu Świętego Michała[1]
- Wielki Mistrz Orderu Ducha Świętego[2]
- Wielki Mistrz Orderu Królewskiego i Wojskowego Świętego Ludwika[3]
- Wielki Mistrz Orderu Królewskiego Legii Honorowej[3]
- Wielki Mistrz Orderu Zasługi Wojskowej (dla niekatolików)
- 1824 – duński Order Słonia[4]
- 1825 – brytyjski Order Podwiązki[5]
- 1830 – hiszpański Order Złotego Runa[6]

## Małżeństwo i potomstwo
16 listopada 1773 poślubił Marię Teresę Sabaudzką (1756–1805), księżniczkę Sardynii i Piemontu. Piąte dziecko (trzecią córkę) króla Wiktora Amadeusza III i Marii Antonietty, infantki hiszpańskiej (córki Filipa V i Elżbiety Farnese). Miał z tego związku dwóch synów i dwie córki (zmarłe w dzieciństwie):
- Ludwika Antoniego (ur. 1775, zm. 1844) – księcia d'Angoulême, późniejszego delfina de Viennois,
- Zofię (1776–1783),
- Karola Ferdynanda (ur. 1778 – zamordowanego 1820) – księcia de Berry,
- Marię Teresę

## Przodkowie
| Prapradziadkowie                  | Ludwik Wielki Delfin (1661-1711) ∞1680 Maria Anna Bawarska (1660–1690)    | Król Sabaudii Wiktor Amadeusz II (1666–1732) ∞1684 Maria Anna Orleańska (1669–1728) | Rafał Leszczyński (1650–1703) ∞1676 Anna z Jabłonowskich (1660–1727)                | Jan Karol Opaliński (1642–1695) ∞1678 Zofia Anna z Czarnkowskich (1660–1701)        | elektor Saksonii Jan Jerzy III Wettyn (1647–1691) ∞ 1666 Anna Zofia Oldenburg (1647–1717)       | margragia Bayreuth Krystian Ernest Hohenzollern (1644–1712) ∞ 1671 Zofia Luiza Wirtemberska (1642–1702) | cesarz rzymsko-niemiecki Leopold I Habsburg (1640–1705) ∞ 1676 Eleonora Magdalena Wittelsbach (1655–1720) | książę Brunszwiku-Lüneburg Jan Fryderyk Welf (1625–1679) ∞ 1668 Benedykta Wittelsbach (1652–1730)      |
| Pradziadkowie                     | Ludwik Mały Delfin (1682–1712) ∞1696 Maria Adelajda Sabaudzka (1685–1712) | Ludwik Mały Delfin (1682–1712) ∞1696 Maria Adelajda Sabaudzka (1685–1712)           | król Polski Stanisław Leszczyński (1677–1766) ∞1698 Katarzyna Opalińska (1680–1747) | król Polski Stanisław Leszczyński (1677–1766) ∞1698 Katarzyna Opalińska (1680–1747) | król Polski August II Mocny (1670–1733) ∞1693 Krystyna Eberhardyna Hohenzollernówna (1671–1727) | król Polski August II Mocny (1670–1733) ∞1693 Krystyna Eberhardyna Hohenzollernówna (1671–1727)         | cesarz rzymsko-niemiecki Józef I Habsburg (1678–1711) ∞ 1699 Wilhelmina Amalia Brunszwicka (1673–1742)    | cesarz rzymsko-niemiecki Józef I Habsburg (1678–1711) ∞ 1699 Wilhelmina Amalia Brunszwicka (1673–1742) |
| Dziadkowie                        | król Francji Ludwik XV (1710–1774) ∞1725 Maria Leszczyńska (1703–1768)    | król Francji Ludwik XV (1710–1774) ∞1725 Maria Leszczyńska (1703–1768)              | król Francji Ludwik XV (1710–1774) ∞1725 Maria Leszczyńska (1703–1768)              | król Francji Ludwik XV (1710–1774) ∞1725 Maria Leszczyńska (1703–1768)              | król Polski August III Sas (1696–1763) ∞1719 Maria Józefa Habsburżanka (1699–1757)              | król Polski August III Sas (1696–1763) ∞1719 Maria Józefa Habsburżanka (1699–1757)                      | król Polski August III Sas (1696–1763) ∞1719 Maria Józefa Habsburżanka (1699–1757)                        | król Polski August III Sas (1696–1763) ∞1719 Maria Józefa Habsburżanka (1699–1757)                     |
| Rodzice                           | Ludwik Ferdynand (1729–1765) ∞1747 Maria Józefa Wettyn (1731–1767)        | Ludwik Ferdynand (1729–1765) ∞1747 Maria Józefa Wettyn (1731–1767)                  | Ludwik Ferdynand (1729–1765) ∞1747 Maria Józefa Wettyn (1731–1767)                  | Ludwik Ferdynand (1729–1765) ∞1747 Maria Józefa Wettyn (1731–1767)                  | Ludwik Ferdynand (1729–1765) ∞1747 Maria Józefa Wettyn (1731–1767)                              | Ludwik Ferdynand (1729–1765) ∞1747 Maria Józefa Wettyn (1731–1767)                                      | Ludwik Ferdynand (1729–1765) ∞1747 Maria Józefa Wettyn (1731–1767)                                        | Ludwik Ferdynand (1729–1765) ∞1747 Maria Józefa Wettyn (1731–1767)                                     |
| Karol X (1757–1836), Król Francji |                                                                           |                                                                                     |                                                                                     |                                                                                     |                                                                                                 | | | |